# Os Maridos Traem... e as Mulheres Subtraem
Os Maridos Traem… E as Mulheres Subtraem é um filme brasileiro do gênero comédia, produzido em 1970 e dirigido por Victor Di Mello.

## Enredo
Uma série de situações na linha cômico-erótica que marcou o cinema e as pornochanchadas da década de 1970.

## Elenco
- José Vasconcellos… Napoleão
- Elizabeth Gasper… Luciana
- Mário Benvenutti… Penaforte
- Isabel Cristina… Simone
- Newton Prado… Moreira
- David Cardoso… Johnny Aleluia
- Older Cazarré
- Augusto Barone
- Américo Taricano
- Yola Maia